# Kapitulacija Japana
Predaja Japana u kolovozu 1945. je označila konačni završetak drugog svjetskog rata. 10. kolovoza 1945., nakon što su Mandžuriju napale sovjetske trupe i nakon što su SAD izvršile atomsko bombardiranje Hiroshime i Nagasakija, japansko vodstvo - koje je predstavljao Vrhovni ratni savjet (tzv. "velika šestorka") je odlučilo da, načelno, prihvati savezničke uvjete za završetak rata iznesene u Potsdamskoj deklaraciji. Nakon nekoliko dana skrivenih pregovora i neuspjelog državnog udara, car Hirohito se preko radija obratio narodu te u carskoj objavi 15. kolovoza objavio kako Japan pristaje na predaju. Dana 28. kolovoza Vrhovno zapovjedništvo Savezničkih sila započelo je okupaciju Japana. Dana 2. rujna japanska vlada potpisala je Japanski protokol predaje, kojim je službeno završio Drugi svjetski rat. Neke izolirane postrojbe japanskih oružanih snaga u Aziji i na pacifičkim otocima su se odbile predati, te su mjesecima, pa i godinama, sve do 1970-ih, nastavili borbu.

## Vanjske poveznice
- Original Document: Surrender of Japan  Arhivirana inačica izvorne stranice od 18. svibnja 2008. (Wayback Machine)
- United Newsreel of surrender from Google Video  Arhivirana inačica izvorne stranice od 23. listopada 2008. (Wayback Machine)
- The last mission over Japan
- Hirohito's Determination of surrender 終戦 Syusen (japanski)
- Tajne bilješke privatnih razgovora britanskog premijera Churchilla i maršala Staljina na Potsdamskoj konferenciji 17. srpnja 1945.